# Saâda
Saâda (en àrab سعادة, Saʿāda; en amazic ⵙⴰⵄⴰⴷⴰ) és una comuna rural de la prefectura de Marràqueix, a la regió de Marràqueix-Safi, al Marroc. Segons el cens de 2014 tenia una població total de 67.086 persones.